# Distrito de Coesfeld
El Distrito de Coesfeld (en alemán Kreis Coesfeld) es un distrito alemán que se encuentra ubicado en la región histórica del Münsterland al norte del estado federal de Renania del Norte-Westfalia. Pertenece a la región de Münster. La capital del distrito es la ciudad de Coesfeld.

## Geografía
El territorio del Kreis Coesfeld se encuentra en la región de Münsterlands. El punto más alto del distrito se encuentra es de 187 Metros sobre el Normalnull (Referencia sobre el Mar del Norte) en Longinusturm en la sierra del Baumbergen.

## Composición del distrito
Der Kreis Coesfeld gliedert sich in elf kreisangehörige Gemeinden, von denen zwei Mittlere kreisangehörige Städte sind.
| Ciudades     | Habitantes |
| Dülmen       | 47 451     |
| Coesfeld     | 36 671     |
| Lüdinghausen | 24 207     |
| Olfen        | 12 291     |
| Billerbeck   | 11 536     |
| Gemeinden    |            |
| Senden       | 20 596     |
| Nottuln      | 20 273     |
| Ascheberg    | 15 076     |
| Havixbeck    | 11 875     |
| Rosendahl    | 10 973     |
| Nordkirchen  | 10 285     |

Estado: 30 de junio de 2006 

## Comunicación y Transporte

### Aeropuerto
- Verkehrslandeplatz Borkenberge

## Medios

### Periódicos
- Allgemeine Zeitung Coesfeld
- Billerbecker Anzeiger (Tageszeitung für Billerbeck und Darup)
- Dülmener Zeitung (Tageszeitung in Dülmen)
- Westfälische Nachrichten

### Radio
- Radio Kiepenkerl (Lokalsender des Kreises Coesfeld)